# 43 Samodzielna Brygada Kolejowa
43 Samodzielna Brygada Kolejowa, ros.: 43-я отдельная железнодорожная бригада – samodzielny związek taktyczny Sił Zbrojnych Federacji Rosyjskiej, służący w Wojskach Lądowych Federacji Rosyjskiej.
Siedzibą dowództwa i sztabu brygady jest Jekaterynburg.